# Big Titty MILFs 5
Big Titty MILFs 5 è un film pornografico statunitense del 2014 diretto da Kelly e Ryan Madison.

## Riconoscimenti
- Best MILF Release[2]